# Hypena belinda
Hypena belinda là một loài bướm đêm trong họ Erebidae.